# Blekbryum
Blekbryum (Bryum pallescens) är en bladmossart som beskrevs av Schleicher och Schwaegrichen 1816. Blekbryum ingår i släktet bryummossor, och familjen Bryaceae. Arten är reproducerande i Sverige. Inga underarter finns listade i Catalogue of Life.